# Provincia fitogeográfica del espinal

En verde oscuro la Provincia fitogeográfica del Espinal.

La provincia fitogeográfica del espinal es una de las divisiones internas del dominio fitogeográfico chaqueño, ubicado en Argentina. También conocida como «bosque pampeano», se extiende como un arco desde Corrientes, el norte de Entre Ríos (selva de Montiel), y las regiones centrales de las provincias de Santa Fe, Córdoba y La Pampa; centro-sur de la provincia de San Luis y una pequeña extensión de la provincia de Río Negro, así como también una mínima porción del este de la provincia de Mendoza. La provincia está conformada por monte semixerofítico, pajonal asociado a vegetación acuática y selva en galería. Una fracción de esta provincia son los bosques xerofíticos costeros del río Paraná, el Río de la Plata y el mar Argentino hasta las cercanías de Mar del Plata.
Los bosques xerófilos tienen dominancia de Prosopis affinis ("ñandubay") y Prosopis nigra ("algarrobo negro"), bosques higrófilos en las márgenes de los numerosísimos cursos de agua, "palmares" de Butia yatay, bosques bajos en suelos mal drenados ("espinillares" de Acacia caven, pajonales de gramíneas higrófilas (v.g. Panicum prionitis "paja de techar"), pastizales sobre suelos altos. Para el oeste hay sabanas arboladas, dominadas por las mismas especies de los bosques xerófilos del este, con pastizales de gramíneas megatérmicas ―por ejemplo, Elionurus muticus "aibe", Leptochloa chloridiformis― y mesotérmicas ―Nassella hyalina―. A pesar de ésta descripción, según un trabajo liderado por J. P. Lewis para 2004 quedaban muy pocos relictos de estos ambientes.
Internamente la provincia es dividida en tres distritos (del algarrobo, del ñandubay y del caldén).